# Gainward Technology
Gainward, GmhH est un constructeur de cartes graphiques fondée en 1984 à Taipei, Taïwan.
En 18 ans, Gainward est devenu le premier producteur de cartes graphiques à Taïwan.
La R&D représente 10 % du budget annuel de la société.
D'origine Gainward, Co. Ltd en 1984, l'entreprise est rachetée par TNC Industrial en 1997, puis est définitivement rachetée par Palit Microsystems en 2005.
En 2006, Gainward introduit une nouvelle image de marque, comprenant un nouveau logo.
En 2008, Gainward qui vendait exclusivement des cartes graphiques à base de chipset NVIDIA, décide de commercialiser également des cartes graphiques à base de chipset ATi à la suite des nombreuses demandes de ses partenaires.

## Sites de production
Les usines de l'entreprise se trouvent à :
- Shenzen (Chine)
- Wugu Taipei (Taïwan)